# 포레스트 힐 밀페드 유나이티드 AFC
포레스트 힐 밀페드 유나이티드 AFC(Forrest Hill Milford United Association Football Club)는 뉴질랜드 포레스트 힐에 위치한 아마추어 축구단이었다. 구단은 글렌필드 로버스와 합병하여 노던 로버스를 새로 창단했으며, NRFL 프리미어 2020 시즌이 포레스트 힐 밀페드 유나이티드 AFC라는 이름으로의 구단의 마지막으로 시즌이었다.